# Картограма

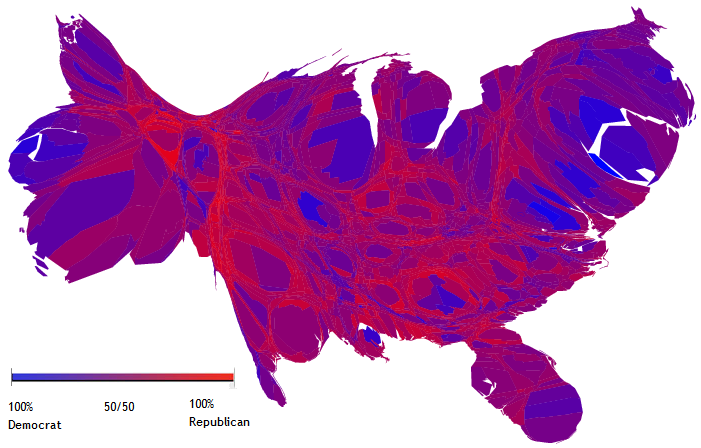
Картограма Сполучених Штатів Америки, розмір округів залежить від населення. Кольори залежать від результатів виборів Президента США 2004 року.

Картограма — географічне зображення, на якому розмір об'єктів або відстані залежать від показника, відмінного від площі або дистанції. Тобто, така карта може бути масштабована залежно від населення, часу або вартості подорожі тощо. Також картограми використовують для зображення відносних статистичних показників за адміністративно-територіальними одиницями.

## Історія картограм
Картограми відомі з XIX століття, коли стали поширенішими статистичні карти. Одна з найперших картограм була надрукована в шкільному атласі, на ній країни були зображені у вигляді прямокутників, що спростило дітям порівнювати розміри країн. Ервін Райсц створив в 1934 р. серію картограм, які допомогли популяризувати цей спосіб візуалізації.

## Різновиди
Залежно від обраного способу графічного зображення, розрізняють фонові і точкові картограми.
- Фонові картограми будують шляхом забарвлення або штрихування, інтенсивність яких пропорційна величині показника для даної території.
- Точкові картограми — картограми, яких територіальне розміщення досліджуваного явища позначають за допомогою певного числа точок.

Зазвичай, до кожної картограми докладають короткий опис із зазначенням обраного способу картографічного зображення і певних градацій, а також всіх умовних позначень.